# العلاقات الكينية الناوروية
العلاقات الكينية الناوروية هي العلاقات الثنائية التي تجمع بين كينيا وناورو.

## مقارنة بين البلدين
هذه مقارنة عامة ومرجعية للدولتين:
| وجه المقارنة                                              | كينيا                         | ناورو                          |
| --------------------------------------------------------- | ----------------------------- | ------------------------------ |
| المساحة (كم2)                                             | 581.31 ألف                    | 21                             |
| عدد السكان (نسمة)                                         | 48.47 مليون                   | 10.08 ألف                      |
| الكثافة السكانية (ن./كم²)                                 | 83.38                         | 48.00 ألف                      |
| العاصمة                                                   | نيروبي                        | ضاحية يارين                    |
| اللغة الرسمية                                             | اللغة السواحلية، لغة إنجليزية | اللغة الناورونية، لغة إنجليزية |
| العملة                                                    | شيلينغ كيني                   | دولار أسترالي                  |
| الناتج المحلي الإجمالي (بليون دولار)                      | 74.94 مليار                   | 113.88 مليون                   |
| الناتج المحلي الإجمالي (تعادل القوة الشرائية) بليون دولار | 142.24 مليار                  | 162.98 مليون                   |
| الناتج المحلي الإجمالي الاسمي للفرد دولار أمريكي          | 1.38 ألف                      | 9.83 ألف                       |
| الناتج المحلي الإجمالي للفرد دولار أمريكي                 | 2.95 ألف                      |                                |
| مؤشر التنمية البشرية                                      | 0.548                         |                                |
| رمز المكالمات الدولي                                      | +254                          | +674                           |
| رمز الإنترنت                                              | .ke                           | .nr                            |
| المنطقة الزمنية                                           | ت ع م+03:00                   | ت ع م+12:00                    |

## منظمات دولية مشتركة
يشترك البلدان في عضوية مجموعة من المنظمات الدولية، منها:
| علم المنظمة | اسم المنظمة                                 | تاريخ انضمام كينيا | تاريخ انضمام ناورو |
| ----------- | ------------------------------------------- | ------------------ | ------------------ |
|             | منظمة حظر الأسلحة الكيميائية                | ?                  | ?                  |
|             | الأمم المتحدة                               | 16 ديسمبر 1963     | 14 سبتمبر 1999     |
|             | مجموعة دول أفريقيا والكاريبي والمحيط الهادئ | ?                  | ?                  |
|             | منظمة الشرطة الجنائية الدولية               | ?                  | ?                  |
|             | يونسكو                                      | 7 أبريل 1964       | 17 أكتوبر 1996     |
|             | الاتحاد البريدي العالمي                     | ?                  | ?                  |
|             | دول الكومنولث                               | 12 ديسمبر 1963     | ?                  |
|             | الاتحاد الدولي للاتصالات                    | 11 أبريل 1964      | 10 يونيو 1969      |

## وصلات خارجية
- موقع وزارة الخارجية الكينية